# San Giovanni Battista de' Rossi
San Giovanni Battista de' Rossi är en kyrkobyggnad och titelkyrka i Rom, helgad åt den helige prästen Giovanni Battista de' Rossi (1698–1764). Kyrkan är belägen vid Via Cesare Baronio i quartiere Appio-Latino och tillhör församlingen San Giovanni Battista de' Rossi.

## Historia
Kyrkan uppfördes åren 1938–1940 efter ritningar av arkitekten Tullio Rossi. Enligt en uppgift utgör kyrkan ett exempel på rationalistisk arkitektur. Kyrkan konsekrerades den 22 maj 1965 av biskop (sedermera kardinal) Giovanni Canestri. Dagen därpå överfördes den helige Giovanni Battista de' Rossis reliker från kyrkan Santissima Trinità dei Pellegrini till denna kyrka.
Tegelfasaden har en mittportal och tvenne sidoportaler. På frisen står dedikationsinskriptionen: DEO UNI ET TRINO IN HON. S. IOANNIS B. DE ROSSI A. D. MCMXL.
Interiören är treskeppig. I absidens halvkupol har Alessandro Missori freskmålat titelhelgonet med två änglar. I freskens fond ses Peterskyrkan och Santa Maria in Cosmedin; i sistnämnda kyrka tjänade Giovanni Battista de' Rossi som kanik från 1737 till sin död 1764.

## Titelkyrka
Kyrkan stiftades som titelkyrka av påve Paulus VI år 1969.
Kardinalpräster
- John Joseph Carberry: 1969–1998
- Julio Terrazas Sandoval: 2001–2015
- John Ribat: 2016–